# (7576) 1990 BN
1990 بي أن (ويعرف أيضًا باسم (7576) 1990 بي أن وفق تسمية الكوكب الصغير) (بالإنجليزية: 1990 BN)‏ هو كويكب ضمن حزام الكويكبات؛ وترتيبه 7576 من حيث الاكتشاف.
اكتُشف هذا الجُرم الفلكي بواسطة Masaru Arai ‏ في 21 يناير 1990.

## وصلات خارجية
- (7576) 1990 BN في قاعدة بيانات مختبر الدفع النفاث لأجرام النظام الشمسي الصغيرة

- الاكتشاف · مخطط المدار ·  العناصر المدارية · المعلمات المادية

- (7576) 1990 BN على موقع ويكي سكاي: DSS2, SDSS, GALEX, IRAS, Hydrogen α, X-Ray, Astrophoto, Sky Map, Articles and images